# Baraba-alföld
A Baraba-alföld (régebben többnyire Baraba-sztyepp vagy egyszerűen Baraba; oroszul Барабинская низменность [Barabinszkaja nyizmennoszty], Барабинская степь [Barabinszkaja sztyep], Бараба [Baraba]) tájegység Oroszország ázsiai részén, Nyugat-Szibériában, az Ob és az Irtis vízválasztóján. Közigazgatásilag a Novoszibirszki területhez és (kisebbik része) az Omszki területhez tartozik.

## Neve
Neve a baraba (бараба) népnévből származik, melynek jelentése türk nyelvekben: 'szajkó'. Feltételezik, hogy ez a barabák (baraba-tatárok) nemzetségjele lehetett.

## Földrajz
A Nyugat-szibériai-alföld déli részén, az erdős sztyepp övezetben fekszik.
Északabbra a Vaszjugan-síkság mocsaras vidéke, délebbre a száraz Kulunda-síkság terül el; nyugaton az Isim-hátságig, keleten az Ob völgyéig, délkeleten az Obi-platóig terjed.
Hullámos felszínű, alacsony dombokkal tarkított síkság. Kiterjedése kb. 117 ezer km², tengerszint feletti magassága 100–150 m. Déli területein – a Kulunda-síksághoz hasonlóan – északkelet-délnyugat irányú, alacsony és keskeny gerincek (grivi, 'sörények') futnak, melyeket rétek, kisebb-nagyobb nyírfaligetek borítanak. A „sörények” közötti lapos részeket tőzegmohás mocsarak, szikes rétek, lefolyástalan sós- vagy édesvízű tavak töltik ki. 
Legnagyobb folyója az északon kanyargó Om. Legnagyobb állóvize a Csani-tó (ez egész Nyugat-Szibéria legnagyobb tava, területe 1400–2000 km²), az Ubinszkoje-tó (436 km²) és a Szartlan-tó (238 km²). Délen a „sörények”-kel párhuzamos síksági folyók: a Kargat, a Csulim és délebbre a Karaszuk.
Az alföld központi részén sós-mocsaras talajú erdős sztyepp, déli részein szikes talajok (szoloncsák, szolonyec) a jellemzők. Talajjavító munkákkal, mocsarak lecsapolásával korábban nagy területeket tettek művelhetővé, melyek legnagyobb részét azután felszántották. A Baraba régóta a hús- és főleg a tejirányú szarvasmarha-tenyésztés fontos nyugat-szibériai körzete, több kisvárosában is tej- és húsfeldolgozó gyárat építettek.
Városai főként a vasútvonalak mentén alakultak ki: Tatarszk, Kupino, Karaszuk, Barabinszk, Kujbisev, Kargat, Csulim.